# SBB RABe 511
De RABe 511 is een elektrisch dubbeldeks treinstel van het type Stadler Dosto bestemd voor S-Bahn Zürich van de Zwitserse federale spoorwegen (SBB).

## Geschiedenis
De SBB plaatste op 27 juni 2008 een order bij Stadler Rail voor de bouw van 50 dubbeldeks treinstellen. In april 2010 werd bekend dat een optie voor 13 treinen als RegioExpress werd ingewisseld. Op 4 juni 2010 vond bij Stadler Rail in Altenrhein de roll-out plaats. Van deze treinen zullen 37 worden ingezet voor de S-Bahn Zürich en 13 treinen samen met de 24 treinen van de serie RABe 511.1 als RegioExpress.
De eerste dubbeldeks trein voor de S-Bahn Zürich werd op 22 september 2010 tijdens de vakbeurs InnoTrans in Berlijn met de naam "Berlin" gedoopt.
Op 5 september 2011 hebben SBB en de Zürcher Verkehrsverbund (ZVV) de eerste officiële rit met de nieuwe dubbeldeks treinstel voor de Zürcher S-Bahn uitgevoerd. Vanaf december 2011 worden zes treinstellen op de S12 Brugg – Winterthur Seen/Seuzach ingezet.

## Constructie en techniek
De balkons bevinden zich op het lagevloergedeelte. Deze hoogte komt overeen met de perronhoogte die bij de S-Bahn Zürich gehanteerd wordt. De treinstellen bestaan uit twee motorwagens aan de kop en vier tussenrijtuigen zonder aandrijving. Deze treinstellen kunnen tot twee stuks gecombineerd rijden. Dit combineren is niet mogelijk met treinstellen van de serie RABe 514. De treinstellen zijn uitgerust met luchtvering.

## Namen
De Schweizerische Bundesbahnen (SBB) hebben de volgende namen op de treinen geplaatst:
- RABe 511 001: Berlin
- RABe 511 002: Stadt Zürich

## Treindiensten
Het treinstel wordt door SBB ingezet op de netten:
- S-Bahn Zürich

Verder worden de stellen op de volgende verbindingen ingezet:
- IR 35: Chur – Landquart – Sargans - Walenstadt - Ziegelbrücke - Pfäffikon - Thawil - Zürich HB - Olten - Bern, alleen op de piekmomenten. Treindienst samen met SOB.
- RE: Zürich - Olten -  Bern
- RE: Annemasse - Geneve - Lausanne - St. Maurice
- RE: Zürich - Büllach - Schaffhausen